# Dylan Mertens
Dylan Mertens (Amsterdam, 20 luglio 1995) è un calciatore olandese, centrocampista del Fakel Voronež.

## Carriera
Dopo aver trascorso tutta la carriera giocando tra la seconda e la terza divisione olandese, il 12 agosto 2020 viene acquistato a titolo definitivo dalla squadra bulgara del Carsko Selo.

## Statistiche

### Presenze e reti nei club
Statistiche aggiornate al 21 luglio 2022.
| Stagione        | Squadra         | Campionato      | Campionato | Campionato | Coppe nazionali | Coppe nazionali | Coppe nazionali | Coppe continentali | Coppe continentali | Coppe continentali | Altre coppe | Altre coppe | Altre coppe | Totale | Totale |
| Stagione        | Squadra         | Comp            | Pres       | Reti       | Comp            | Pres            | Reti            | Comp               | Pres               | Reti               | Comp        | Pres        | Reti        | Pres   | Reti   |
| --------------- | --------------- | --------------- | ---------- | ---------- | --------------- | --------------- | --------------- | ------------------ | ------------------ | ------------------ | ----------- | ----------- | ----------- | ------ | ------ |
| 2014-2015       | Volendam        | 1D              | 0          | 0          | CO              | 0               | 0               |                    | -                  | -                  |             | -           | -           | 0      | 0      |
| 2015-2016       | Volendam        | 1D              | 29         | 2          | CO              | 1               | 0               |                    | -                  | -                  |             | -           | -           | 30     | 2      |
| 2016-2017       | Volendam        | 1D              | 0          | 0          | CO              | 0               | 0               |                    | -                  | -                  |             | -           | -           | 0      | 0      |
| 2017-2018       | Volendam        | 1D              | 9          | 0          | CO              | 2               | 1               |                    | -                  | -                  |             | -           | -           | 11     | 1      |
| Totale Volendam | Totale Volendam | Totale Volendam | 38         | 2          |                 | 3               | 1               |                    | -                  | -                  |             | -           | -           | 41     | 3      |
| 2018-2019       | Telstar         | 1D              | 19         | 2          | CO              | 0               | 0               |                    | -                  | -                  |             | -           | -           | 19     | 2      |
| ago.-ott. 2019  | TOP Oss         | 1D              | 1          | 0          | CO              | 0               | 0               |                    | -                  | -                  |             | -           | -           | 1      | 0      |
| gen.-giu. 2020  | Koninklijke HFC | 2D              | 4          | 1          | CO              | 0               | 0               |                    | -                  | -                  |             | -           | -           | 4      | 1      |
| 2020-2021       | Carsko Selo     | 1L              | 22+3       | 1          | CB              | 2               | 1               |                    | -                  | -                  |             | -           | -           | 27     | 2      |
| 2021-2022       | Botev Plovdiv   | 1L              | 24+6       | 0          | CB              | 0               | 0               |                    | -                  | -                  |             | -           | -           | 30     | 0      |
| 2022-2023       | Botev Plovdiv   | 1L              | 2          | 0          | CB              | 0               | 0               | UECL               | 1                  | -                  |             | -           | -           | 3      | 0      |
| Totale carriera | Totale carriera | Totale carriera | 119        | 6          |                 | 5               | 2               |                    | 1                  | 0                  |             | -           | -           | 125    | 8      |

## Palmarès

### Club

#### Competizioni nazionali
- Coppa di Bulgaria: 1

Botev Plovdiv: 2023-2024